# Pyrolirion
Pyrolirion es un género  de plantas herbáceas, perennes y bulbosas perteneciente a la familia Amaryllidaceae. Comprende 9 especies.
Es originario del Perú hasta el noroeste de Chile. 

## Taxonomía
El género fue descrito por William Herbert y publicado en An Appendix 37. 1821.

## Especies aceptadas
A continuación se brinda un listado de las especies del género Pyrolirion aceptadas hasta agosto de 2011, ordenadas alfabéticamente. Para cada una se indica el nombre binomial seguido del autor, abreviado según las convenciones y usos.
- Pyrolirion albicans Herb.

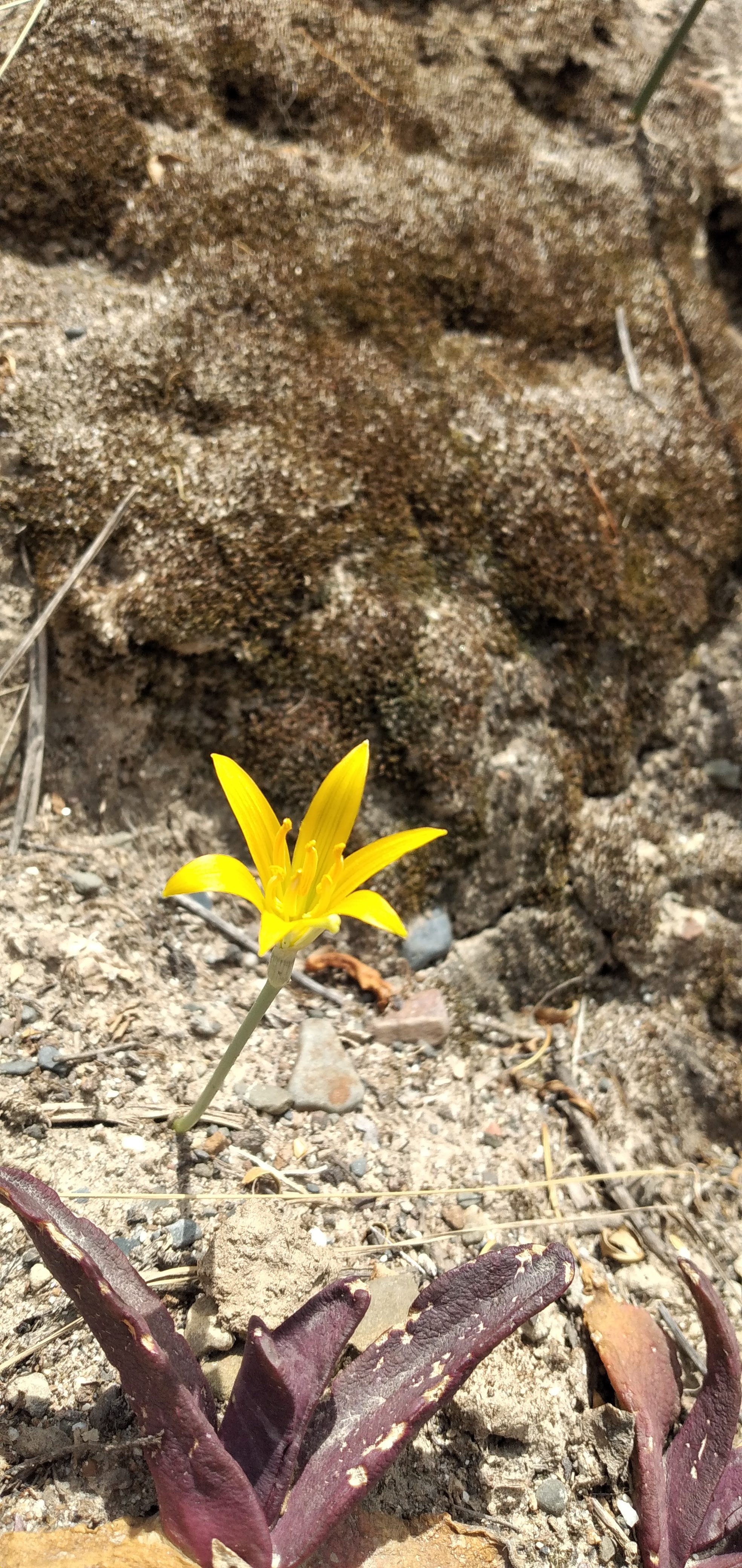
Pyrolirion boliviense en el Valle de la Luna en la Paz, Bolivia.

- Pyrolirion boliviense en el Valle de la Luna en la Paz, Bolivia.Pyrolirion arvense (F.Dietr.) ined.
- Pyrolirion boliviense (Baker) Sealy
- Pyrolirion cutleri (Cárdenas) Ravenna
- Pyrolirion flavum Herb.
- Pyrolirion tubiflorum (L'Hér.) M.Roem.